# Babiana hirsuta
Babiana hirsuta är en irisväxtart som först beskrevs av Jean-Baptiste de Lamarck, och fick sitt nu gällande namn av Peter Goldblatt och John Charles Manning. Babiana hirsuta ingår i släktet Babiana och familjen irisväxter. Inga underarter finns listade i Catalogue of Life.